# 恩平县民主政府旧址
恩平县民主政府旧址，位于中国广东省江门市恩平市沙湖上凯岗，为恩平市的一个市级文物保护单位，类型为近现代重要史迹及代表性建筑，公布时间为1983年。
恩平县民主政府旧址的历史年代为1949年。